# Marie-Ange du Breil de Pontbriand
Pour les articles homonymes, voir Marie-Ange.
Pour les autres membres de la famille, voir Famille du Breil de Pontbriand.
Marie-Ange du Breil de Pontbriand, né le 29 septembre 1777 en l'hôtel de Pontbriand à Dinan, mort le 23 mars 1856, est un chef chouan pendant la Révolution française.

## Biographie
Fils de Joseph Victor du Breil de Pontbriand, comte de La Caunelaye (1724-1784), et de Agathe du Plessis de Grenédan (1746-1794).
Il est issu d'une famille de la noblesse chevaleresque de Bretagne : la famille du Breil. Le 16 septembre 1800 à Rennes, il épouse Marie Anne  Perrine Caroline du Plessis de Grenédan (1773-1832) qui lui donnera quatre enfants : Caroline du Breil de Pontbriand, née le 28 octobre 1802, épouse Marie-Ange Rioust de Largentaye (1797-1856), le 29 septembre 1818 à Saint-Potan. Elle meurt au château de l'Argentaye à Saint-Lormel, le 27 août 1869. Marie du Breil de Pontbriand, née au château de La Villerobert le 8 septembre 1804, morte le 28 juillet 1874 à La Brousse-Briantais, Saint-Potan (Côtes-d'Armor). Ange du Breil de Pontbriand, vicomte de Pontbriand, né à l'hôtel de Pontbriand à Dinan le 13 novembre 1809, marié à Laval le 21 novembre 1836 à Marie Eugénie du Bourg, mort le 1er juillet 1888 à La Brousse-Briantais, Saint-Potan. François, Marie, Toussaint du Breil de Pontbriand, vicomte de Marzan, né à Dinan le 20 mars 1812 et mort le 11 avril 1889 à Marzan .

### Chouannerie
Il prend part aux côtés de son frère Toussaint-Marie du Breil de Pontbriand, à la chouannerie dans l'armée catholique et royale de Bretagne en 1799 et 1800.

### Restauration
De 1816 à 1830, il est conseiller général des Côtes-du-Nord.